# Rain Queen
Queen Modjadji, eller Rain Queen ("Regndrottningen") är ett traditionellt ämbete inom Balobedukulturen i Limpopoprovinsen i Sydafrika. Hon förmodas ha särskilda krafter, inklusive förmågan att kontrollera molnen och regnet. 
Den ursprungliga regndrottningen var en mytisk historisk figur som ska ha frambringat regn till sina allierade och dränkt sina fiender. Det finns många olika versioner om hur traditionen ursprungligen instiftades, och vem som var den ursprungliga regndrottningen. Innehavaren är inte monark som sådan, men innehar en viktig funktion som traditionell regnmakare och helbrägdagörare (ngaka).

## Lista över Balobedus regndrottningar
1. Maselekwane Modjadji (1800–1854)
2. Masalanabo I Modjadji (1854–1894)
3. Khesetoane Modjadji (1895–1959)
4. Makoma Modjadji (1959–1980)
5. Mokope Modjadji (1981–2001)
6. Makobo Modjadji (2003–2005)
7. Vakant: prinsregent Mpapatla Modjadji (2005–2022)
8. Masalanabo II Modjadji (2024–)[3]